# Harderhaven
Harderhaven is een buurtschap in de gemeente Zeewolde in de Nederlandse provincie Flevoland.
De buurtschap ligt ten noordoosten van Zeewolde en ten zuidwesten van Biddinghuizen. Harderhaven bestaat uit drie straten: Harderdijk (N306), Harderhaven en Harderwijkerweg. De buurtschap bestaat uit een restaurant, acht woonhuizen (voormalige Rijksdienstwoningen), negen woonarken en de haven met loodsen. Ten noorden van de buurtschap ligt het Harderbos, beheerd door Natuurmonumenten. De haven van de buurtschap is gelegen aan het Veluwemeer en is in de eerste helft van de jaren 1950 gerealiseerd als werkhaven voor de aanleg van de polder Oostelijk Flevoland.
In Harderhaven wordt het Villa Resort Harderwold aan de Pluvierenweg gebouwd. Direct over de gemeentegrens in Biddinghuizen wordt het luxe resort Zuiderzee op Zuid gerealiseerd, dat aansluit bij Harderhaven.
Voordat de gemeente Zeewolde ingesteld werd, behoorde Harderhaven tot Lelystad. Harderhaven heeft een officiële bebouwde kom (met blauwe borden), maar wordt door PostNL niet erkend als plaats (geen eigen postcode, al betreft 3898 Harderhaven en omgeving).
Harderhaven is vernoemd naar Harderwijk, een plaats die tweehonderd meter ten zuidoosten van de buurtschap ligt.
Dorp: Zeewolde      Buurtschap: Harderhaven

Flevoland: Steden en dorpen      Nederland: Provincies · Gemeenten